# So Sudden
So Sudden is het debuutalbum van The Hush Sound, uitgebracht in 2005.

## Tracklist
1. "City Traffic Puzzle"
2. "Weeping Willow"
3. "Crawling Towards the Sun"
4. "The Artist"
5. "Unsafe Safe"
6. "Momentum"
7. "Hourglass"
8. "Echo"
9. "My Apologies"
10. "The Market"
11. "Tides Change"
12. "Carry Me Home"
13. "Eileen"